# هوشنگ پورنگ
هوشنگ پورنگ (زاده ۱۳۱۱ سده اصفهان– درگذشته ۲۰ شهریور ۱۳۹۵)، روزنامه‌نگار، نویسنده و از برنامه سازان قدیمی رادیو و تلویزیون ملی ایران بود. وی با نشریات و مجله‌های مختلفی از جمله «جوانان» و «اطلاعات» همکاری داشت و مقالات و مصاحبه‌های خود در این مجلات انتشار می‌داد.
همکاری وی با رادیو و تلویزیون ملی ایران باعث شد در آن سالها پوشش خبری مسابقه بوکس محمدعلی کلی که در میان ایرانیان بسیار مشهور بود به وی سپرده شود.

## فعالیت‌های پس از انقلاب
پس از انقلاب ایران وی ساکن لوس آنجلس شد فعالیتهای رسانه‌ای خود را در آمریکا ادامه داد و با ایجاد نخستین رسانه‌های فارسی زبان در شهر لس آنجلس برنامه‌های طنز کوتاه ارائه می‌داد و این برنامه‌ها خانوادگی، طنزآمیز و سرگرم‌کننده بود. به دلیل اینکه در برنامه‌هایش به مشکلات زندگی ایرانیان مهاجر می‌پرداخت و این رابطه گرم و صمیمی با مخاطبین او را به «عمو پورنگ» معروف کرد. وی بعد از مدتها بیماری روز جمعه ۹ سپتامبر ۲۰۱۶ در اثر سکته قلبی در سن ۸۴ سالگی در جنوب کالیفرنیا درگذشت. ترانه چادر نماز گل گلی از ساخته های وی میباشد که با صدای ستار اجرا شده است .مهرانگیز کار حقوقدان خواهر وی بود.